# Suzume
Suzume (すずめの戸締まり, Suzume no tojimari, littéralement "Le verrouillage [de la porte] par Suzume") est un film d'animation japonais produit par le studio CoMix Wave Films et réalisé par Makoto Shinkai et sorti en 2022.
L’histoire s’inspire du séisme de Tōhoku de 2011 et vient clore une trilogie informelle de films du réalisateur Makoto Shinkai explorant les catastrophes naturelles, initiée avec Your Name (2016) centré sur une météorite et poursuivie avec Les Enfants du temps (2019) qui aborde le réchauffement climatique. 
Le film suit Suzume Iwato, une lycéenne de 17 ans, et Souta Munakata, un mystérieux jeune homme, qui unissent leurs forces pour empêcher une série de catastrophes naturelles à travers le Japon. Ensemble, ils doivent sceller des portes surnaturelles à travers lesquelles un ver colossal, source de puissants tremblements de terre, menace d’être libéré à plusieurs reprises. Ce périple, qui les conduit à travers plusieurs préfectures du pays, prend la forme d’un "Road movie" mêlant aventure, fantastique et émotion.

## Synopsis
Suzume Iwato, une lycéenne de 17 ans vivant avec sa tante Tamaki dans un village portuaire dans Miyazaki, fait un cauchemar récurrent dans lequel elle erre enfant dans un paysage dévasté à la recherche de sa mère. Un matin, sur le chemin de l'école, elle croise un jeune homme, Souta Munakata, qui cherche des ruines et une porte. Intriguée, elle retourne sur ses pas et découvre dans un ancien complexe thermal une porte solitaire menant sur un autre monde, une vaste plaine stellaire. Incapable d'y entrer, elle libère par inadvertance une stèle qui se transforme en chat, qui prend vie et s'enfuit.
Peu après, un tremblement de terre secoue la région. Suzume, seule à voir une immense colonne de fumée s'élever vers le ciel, retourne sur les lieux. Elle y retrouve Souta, tentant de refermer la porte. Ensemble, ils parviennent à sceller le portail, prévenant ainsi une catastrophe. Souta lui révèle alors qu'il est un « fermeur de portes », chargé d'empêcher qu'un ver surnaturel, source de séismes, n'émerge de failles dissimulées dans des lieux abandonnés.
Le chat, nommé « Daijin » (signifiant ministre car sa moustache blanche lui donne un air de ministre), réapparaît et, dans une tournure magique, transforme Souta en une chaise d'enfant à trois pieds, un objet construit autrefois par la mère de Suzume. Débute alors un voyage à travers le Japon pour retrouver Daijin, qui ouvre de nouvelles portes menaçant d'autres régions. À Ehime, Suzume et la chaise-Souta sont aidés par Chika, une lycéenne énergique. À Kobe, ils trouvent refuge chez Rumi, une mère de famille, avant de découvrir une nouvelle porte dans un parc d’attractions abandonné. À chaque étape, Suzume joue un rôle croissant dans la fermeture des portails, entendant les voix des anciens habitants et prononçant la formule rituelle : « O-kaeshi-shimousu » (expression exprimant de la gratitude, traduisible par « je vous rend la pareille »).
Arrivés à Tokyo, Suzume apprend que deux « clés de voûte » sont nécessaires pour maintenir le ver scellé sous terre. Daijin, qui étaient l'une d'elles, a transmis ce rôle à Souta, qui devient alors lui-même une stèle. Pour sauver la ville d'une destruction majeure qui pourrait être aussi grand que le séisme de 1923 du Kanto, Suzume est contrainte de le sacrifier en le plantant dans le sol pour sceller le ver. Il disparaît dans l'autre monde, le Tokoyo, le royaume des morts.
Refusant de perdre Souta, Suzume se rend dans sa ville natale dans le Tōhoku, ravagée par le séisme de 2011. Elle découvre qu'elle avait déjà franchi une porte enfant, le jour de la catastrophe. Accompagnée de Daijin, de Sadaijin (la seconde clé de voûte qui les accompagne) et de sa tante Tamaki, elle retrouve la porte originelle et pénètre dans le Tokoyo. Tandis que Sadaijin combat le ver, Suzume libère Souta de son état de stèle. Daijin, comprenant la gravité de la situation, reprend son rôle de clé de voûte et se sacrifie pour contenir le ver une fois de plus.
Dans une séquence finale bouleversante, Suzume rencontre l'enfant qu'elle était douze ans plus tôt. Elle comprend que la silhouette qu'elle poursuivait dans ses rêves n'était pas sa mère, mais elle-même, venue refermer la boucle du deuil. Elle remet à l'enfant sa chaise, symbole d'héritage et de transmission, et lui murmure : « Je suis ton avenir ». En refermant la porte, Suzume déclare : « Ittekimasu »  (« je pars, mais je reviendrai »), scellant définitivement son traumatisme.
De retour à une vie normale, Suzume retrouve Souta sur le chemin de l'école, l'endroit même où ils s'étaient rencontrés. Elle l'accueille d'un sourire : « Okaeri » signifiant "Bon retour à la maison". 

## Terminologie

### Porte (扉, tobira)
Les portes apparaissent dans des lieux abandonnés où toute trace d’activité humaine a soudainement disparu. Elles prennent généralement la forme d’encadrements architecturaux (portails, portes d’entrée ou passages délabrés), mais ce qui les rend actives, c’est leur lien avec le monde de l’au-delà, le Tokoyo (voir ci-dessous). Ces portails servent d’entrée à un ver surnaturel, incarnation du chaos sismique. Leur fermeture permet de prévenir l’apparition de catastrophes naturelles. Souta Munakata, issu d’une lignée de "fermeurs de portes" (Tojimari), parcourt le Japon pour localiser et sceller ces portails, un rituel qui nécessite la récitation d’une prière et l’usage d’une clé de voûte (voir ci-dessous).

### La chaise de Suzume
C’est une petite chaise en bois, fabriqué artisanalement par la mère de Suzume, Tsubame, pour son anniversaire. Malgré sa taille modeste et son pied manquant, elle symbolise la mémoire, le lien familial et la résilience. Lorsqu’une malédiction lancée par Daijin transforme Souta en cette chaise animée, cet objet devient un compagnon de route à travers le Japon. Plus tard, après que Souta est devenu lui-même une clé de voûte (voir ci-dessous), Suzume est contrainte de le planter dans le sol pour sauver Tokyo. Dans une scène poignante, elle confie finalement cette chaise à la version enfant d’elle-même dans le Tokoyo (voir ci-dessous), accomplissant ainsi un geste de transmission et de guérison symbolique.

### Clé de voûte (要石, kaname-ishi, littéralement "Pierre essentielle")
Ces clés de voûte, souvent en forme de stèles, sont utilisées pour sceller les portes menant au Tokoyo (voir ci-dessous) et empêcher les désastres. Elles sont enfouies ou fixées dans des lieux stratégiques à travers le Japon et changent d’emplacement au fil des époques. L’histoire commence lorsque Suzume retire par erreur la clé de voûte de l’Ouest, libérant le ver et l’esprit Daijin. Par la suite, ce dernier transmet son rôle de clé à Souta, le transformant en objet sacrificiel. Les deux clés, Daijin (Ouest) et Sadaijin (Est), sont indispensables pour contenir le ver dans les dernières scènes du film.

### Le ver (ミミズ, mimizu)
Entité gigantesque, rouge-noir et serpentine, le ver est une manifestation surnaturelle annonciatrice de tremblements de terre. Il s’échappe du Tokoyo (voir ci-dessous) par les portes abandonnées, se dresse vers le ciel dans un mouvement spiralé, puis s’effondre violemment vers le sol à cause des fils dorés émanant de la terre, déclenchant des séismes. Invisible pour la plupart des humains, il peut être perçu par les fermeurs de portes, les humains qui ont déjà franchi la porte dans leur vie, donc Suzume et les animaux. Il apparaît successivement à Miyazaki, Ehime, Kōbe et Tokyo, avant d’être enfermé définitivement dans le Tokoyo grâce au sacrifice conjoint de Daijin et Sadaijin.

### Tokoyo (常世)
Le Tokoyo est un monde parallèle réservé aux âmes des morts. Inaccessible en temps normal, il se trouve au-delà des portes. On n’y pénètre qu’une fois dans une vie, comme ce fut le cas pour Suzume enfant, lors du séisme de 2011, et son apparence varie selon la personne qui l’observe. Pour Suzume, le Tokoyo prend la forme d’un champ infini sous un ciel où toutes les saisons et toutes les époques semblent coexister. C’est là que le ver réside et que les clés de voûte doivent être plantées pour maintenir l’équilibre du monde des vivants.

### Les trésors de Suzume (すずめのだいじ, Suzume no daiji)
Les trésors de Suzume  est une boîte métallique contenant des souvenirs d’enfance : un journal intime, des jouets et des objets nostalgiques. Enterrée près des ruines de sa maison natale dans le Tōhoku, elle symbolise son passé brisé par la catastrophe du 11 mars 2011. Le couvercle porte l’inscription enfantine 「すずめのだいじ」"Les trésors de Suzume". Les pages du journal s’interrompent brutalement après cette date du 11 mars, marquées par des gribouillis noirs, témoins du traumatisme qu'elle a subi. 

## Fiche technique
Sauf indication contraire, les informations mentionnées dans cette section peuvent être confirmées par les bases de données cinématographiques IMDb et Allociné,  présentes dans la section « Liens externes ».
- Titre original : すずめの戸締まり (Suzume no tojimari)
- Titre français : Suzume
- Réalisation : Makoto Shinkai
- Scénario : Makoto Shinkai
- Musique : Radwimps, Kazuma Jinnouchi
  - Thème musical, Suzume, interprété par Toaka[3]
- Photographie : Ryosuke Tsuda
- Montage : Makoto Shinkai
- Animation : Ken'ichi Tsuchiya
- Production : Genki Kawamura, Kôichirô Itô
  - Production exécutive : Noritaka Kawakuchi
- Sociétés de production : Aniplex, CoMix Waves Films
- Sociétés de distribution : Eurozoom (France), Toho (Japon)
- Budget : ?
- Pays de production :  Japon
- Langue originale : japonais
- Format : couleur — 2,39:1 — son Dolby numérique
- Genre : Animation, aventure, drame et fantastique
- Durée : 122 minutes
- Dates de sortie : 
  - Japon : 11 novembre 2022 (en salle)
  - France : 12 avril 2023 (en salle)
  - Canada : 14 avril 2023 (en salle)
- Classification :
  - France : tous publics

## Distribution

### Voix originales
Sauf indication contraire, les informations mentionnées dans cette section peuvent être confirmées par la base de données cinématographiques IMDb,  présente dans la section « Liens externes ».
- Nanoka Hara : Suzume Iwato
  - Akari Miura : Suzume jeune
- Hokuto Matsumura : Sōta Munakata
- Ann Yamane : Daijin
- Eri Fukatsu : Tamaki Iwato
- Kana Hanazawa : Tsubame Iwato
- Kotone Hanase : Chika Amabe
- Matsumoto Hakuō II : Hitsujirō Munakata
- Sairi Itō : Rumi Ninomiya
- Shōta Sometani : Minoru Okabe
- Aimi : Miki
- Ryūnosuke Kamiki : Tomoya Serizawa

### Voix françaises
Sauf indication contraire, les informations mentionnées dans cette section peuvent être confirmées par la base de données cinématographiques Allociné,  présente dans la section « Liens externes ».
- Lévanah Solomon : Suzume Iwato[4]
  - Diane Darrasse : Suzume jeune
- Benjamin Jungers : Sōta Munakata
- Marie Giraudon : Tamaki Iwato
- Clément Moreau : Tomoya Serizawa
- Césarée Genêt-Bonnet : Daijin
- Lana Ropion : Chika Amabe
- Marie Bouvier : Rumi Ninomiya
- Jean Rieffel : Minoru Okabe
- Laure Filiu : Miki
- Igor de Savitch : Hitsujirō Munakata

## Production

### Genèse et développement
Le film est produit par le studio CoMix Wave Films et réalisé par Makoto Shinkai. La conception des personnages est l'œuvre de Masayoshi Tanaka, l'animation est dirigée par Kenichi Tsuchiya et la direction artistique donnée par Takumi Tanji,.
Une phase de planification du projet a d'abord lieu entre janvier et mars 2020. Ensuite, entre avril et août de la même année, le studio se consacre à l'écriture des scripts, puis aux storyboards entre septembre 2020 et décembre 2021. La production de l'animation commence en avril 2021,.

### Animation
Comme pour les autres films de Makoto Shinkai, les personnages et les arrière-plans sont dessinés à la main en 2D, puis complétés par de l'animation 3D. Dans ce film, un effort particulier est effectué sur les couleurs et l'éclairage. Au lieu d'utiliser les trois palettes habituelles — matin, journée et nuit — chacune des 2 000 scènes du film est travaillée individuellement pour s'approcher des petites variations observées au moindre mouvement dans la réalité.

### Attribution des voix

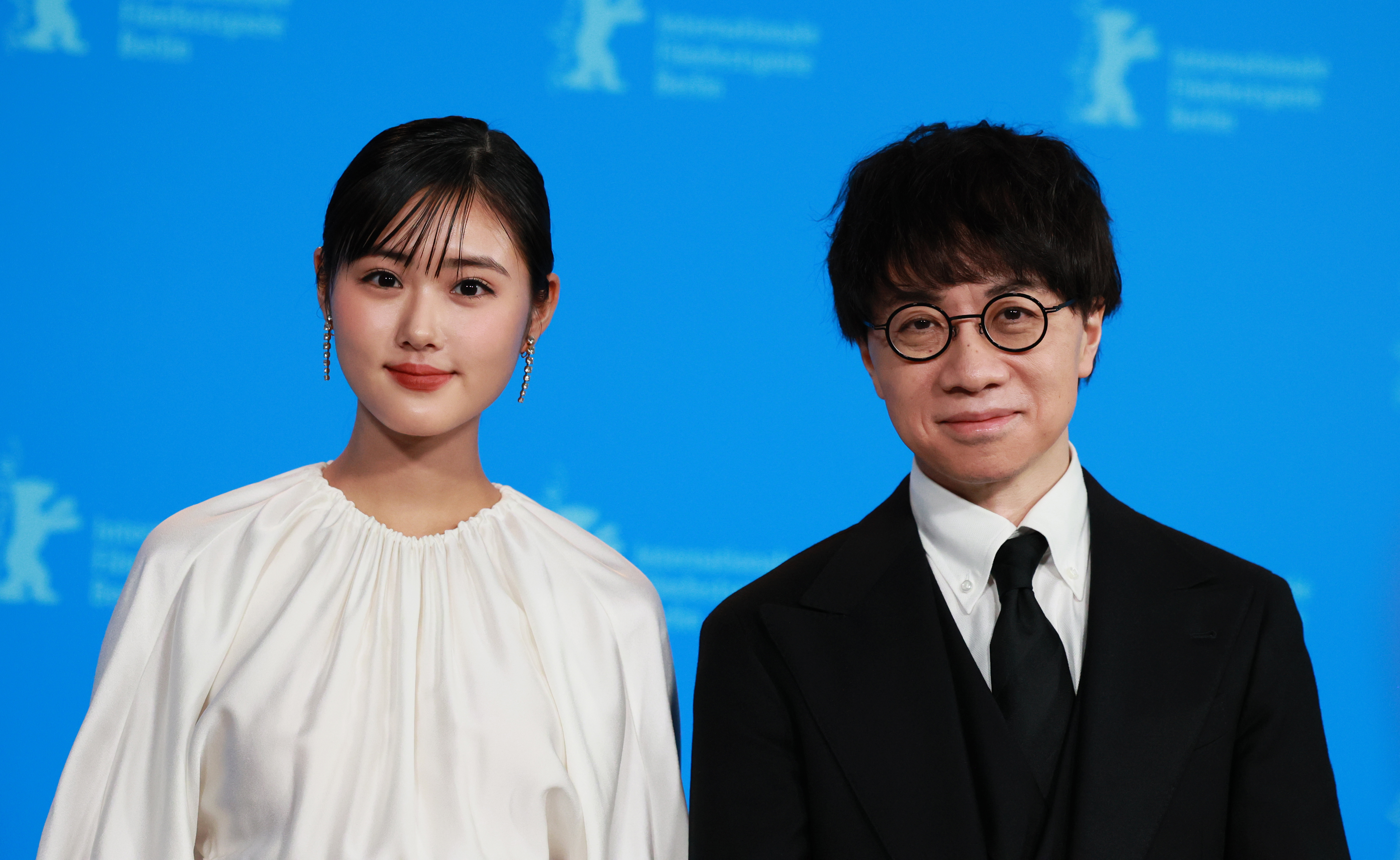
Nanoka Hara (gauche) et Makoto Shinkai (droite) à la Berlinale 2023.

L'héroïne, Suzume, est doublée par l'actrice Nanoka Hara tandis que Sōta Munakata est doublé par l'idol Hokuto Matsumura. Tous deux réalisant leurs débuts en tant que doubleurs avec ce rôle. Nanoka Hara est sélectionnée parmi 1 700 candidates.

### Musique
La composition des musiques de la série est réalisée par Radwimps (voir Suzume (album) (en)), qui a déjà travaillé sur Your Name. et Les Enfants du Temps, deux autres films réalisés par Makoto Shinkai, en collaboration avec le compositeur japonais Kazuma Jinnouchi. Le thème musical du film, Suzume, est quant à lui interprété par le TikTokeur Toaka.

### Postproduction
La production est officiellement terminée le 21 octobre 2022.

## Accueil

### Sortie et promotion
Le 28 octobre 2022, les douze premières minutes du film sont diffusées sur la chaîne de télévision japonaise ntv. Au Japon, le long-métrage sort en salle près d'un mois plus tard, le 11 novembre 2022. Dès minuit, onze cinémas de l'archipel auront le privilège de débuter les projections. Par ailleurs, les spectateurs des salles japonaises ont la possibilité de demander à recevoir un livret exclusif à propos du film, intitulé « Shinkai Makoto Hon », contenant « une interview du réalisateur, ses premières idées pour le film, ainsi que pour Les Enfants du temps et Your Name. ; ainsi qu'une interview/conversation entre Shinkai et les comédiens de doublage Nanoka Hara et Hokuto Matsumura. ».
Début décembre 2022, Crunchyroll, Sony Interactive Entertainment, Wild Bunch et Eurozoom, ont annoncé la diffusion du film d'animation dans les salles de cinémas (hors Asie) pour le printemps 2023, entre le 12 avril (France, Malte) et le 14 avril (Belgique, Canada, etc.). Tous les pays éligibles à la diffusion du long-métrage n'ont pas été confirmés. Les quatre sociétés se sont réparti les zones de diffusions : Crunchyroll s'occupe par exemple de l'Amérique du nord et s'associe aux autres pour la diffusion en Europe francophone et germanophone. En France, ce sont Crunchyroll et Eurozoom qui distribuent le film sur l'ensemble du territoire.

### Accueil critique
En France, le site Allociné propose une moyenne de 3,8⁄5, fondée sur 29 critiques de presse.
Pour Sylvestre Picard (Première), « Suzume est avant toute chose un fabuleux road trip adolescent ». Le critique salue la « vraie leçon de cinéma » donnée par le réalisateur qui ne se retrouve pas piégé par son scénario, mais au contraire « surf » sur l'idée de base. « De la même façon, Suzume désamorce la hantise de la destruction, qui n’est plus vue comme un châtiment ». Le critique estime que le film permet à son réalisateur de dépasser définitivement son précédent Your Name. pour se réinventer totalement, en racontant « quelque chose de très compliqué de la façon la plus simple qui soit ».

« En fin de compte, Suzume se suffit à lui-même et n’a pas besoin de nos longs commentaires alambiqués : le film affirme tout simplement que la force créatrice est autant question de création que de destruction. Autant nigimitama qu’aramitama. »

— Sylvestre Picard
Déborah Lechner (Écran Large) s'est montrée très enthousiaste à l'égard du long-métrage, et résume sa critique ainsi : « Si Your Name. a tout de l'œuvre matricielle de Makoto Shinkai, Suzume est, dans la continuité, un aboutissement plus lumineux, qui laisse entrevoir un renouveau artistique qu'on a déjà hâte de découvrir. ».
Erwan Lafleuriel (IGN France), y voit un bon film. Il résume sa critique ainsi : « N'oublions pas que nous allons mourir. En attendant, on peut passer un bon moment au cinéma avec le dernier Makoto Shinkai, toujours aussi beau visuellement, et soufflant un vent de liberté qui charrie toute la tendresse pour un peuple et son pays. ».
Pour Arthur Nicolle (Le Journal du Geek), « Sans être un chef-d'œuvre inégalé, Suzume est une belle surprise qu'il serait dommage de rater. Makoto Shinkai est un expert de la corde sensible et propose un voyage onirique doublé d'un beau récit de passage à l'âge adulte qui nous touche en plein cœur. ».

### Box-office
| Pays ou région    | Box-office         | Date d'arrêt du box-office | Nombre de semaines |
| ----------------- | ------------------ | -------------------------- | ------------------ |
| France            | 543 466 entrées    | 16 août 2023               | 17                 |
| Japon             | 109 682 979 $      | en cours                   | en cours           |
| États-Unis Canada | 10 725 161 $       | en cours                   | en cours           |
| Chine             | 24 074 897 entrées | n/a                        | n/a                |
| Corée du Sud      | 5 484 725 entrées  | n/a                        | n/a                |
| Total mondial     | +174 129 053, USD  | n/a                        | n/a                |

#### Japon
La semaine de sa sortie, Suzume ravit la première place du box-office japonais à One Piece Film: Red. Après trois jours de projection — le film sort le vendredi —, le film a réalisé 1,33 million d'entrées pour 1,88 milliard de yens générés, soit 38,7 % d'entrées et 47,4 % de bénéfices de plus que Your Name., autre film de Makoto Shinkai, sur la même période.
Après 87 jours d'exploitation, Suzume franchit la barre symbolique des 10 millions d'entrées au Japon, pour plus de 4 milliards de yen de recette. Le film est alors en 4e position du box-office de l'année et devient le « 22e film le plus lucratif du Japon, et le 10e film d'animation le plus lucratif de tous les temps, au Japon. » ; il parvient à égaler les records déjà établis par Les Enfants du temps et Your Name., précédents films du même réalisateur.

#### France
Pour son premier jour d'exploitation en France, Suzume a réalisé 44 210 entrées, dont 22 127 en avant-première, pour un total de 891 séances proposées. En comptant pour ce premier jour les avant-premières, le film se positionne en troisième place du box-office des nouveautés pour sa journée de démarrage, derrière 10 jours sans maman (50 836) et devant Les Complices (12 106).
Au bout d’une première semaine d’exploitation dans les salles françaises, le long-métrage totalise 181 032 entrées, pour une sixième place au box-office, derrière Je verrai toujours vos visages (199 416) et devant Sur les chemins noirs (108 694). En semaine 2, le long-métrage d'animation passe en huitième place du box-office français avec 128 662 entrées supplémentaires, derrière le drame français Je verrai toujours vos visages (166 148) et devant Le Royaume de Naya (92 831).
Un mois et demi après sa sortie, le film atteint les 500 000 entrées en France, soit deux fois plus que Your Name. et est un record pour Makoto Shinkai.

#### Chine
Après 10 jours d'exploitation dans les salles chinoises, Suzume devient le plus gros succès de l'animation japonaise sur ce territoire, engrangeant plus de 11 milliards de yens, soit dans les environs de 80 millions de dollars américains. S'il est le plus gros succès japonais en termes d'animation, il reste à ce moment-là le second long-métrage japonais, toutes catégories confondues, ayant rencontré le plus de succès en Chine.
Au bout de trois semaines, le film dépasse les 105 millions de dollars américains, pour 21,64 millions d'entrées sur le territoire de la Chine continentale.

#### Corée du Sud
En Corée, le film devient le plus rentable de l'année 2023 (dès la mi-avril), avec plus de 5 millions d'entrées et environ 39 millions de dollars de recette. Il est alors le film japonais ayant vendu le plus de tickets sur le territoire.

## Distinctions

### Récompenses
- Festival international du film fantastique de Bruxelles 2023 : Corbeau d'argent (The Silver Raven), avec Infinity Pool de Brandon Cronenberg[30],[31],[32],[33].

### Nomination
- Golden Globes 2024 : Meilleur film d'animation

### Sélection
- Berlinale 2023 : sélection officielle

## Autour du film

### Idée d'une nouvelle romance entre les personnages

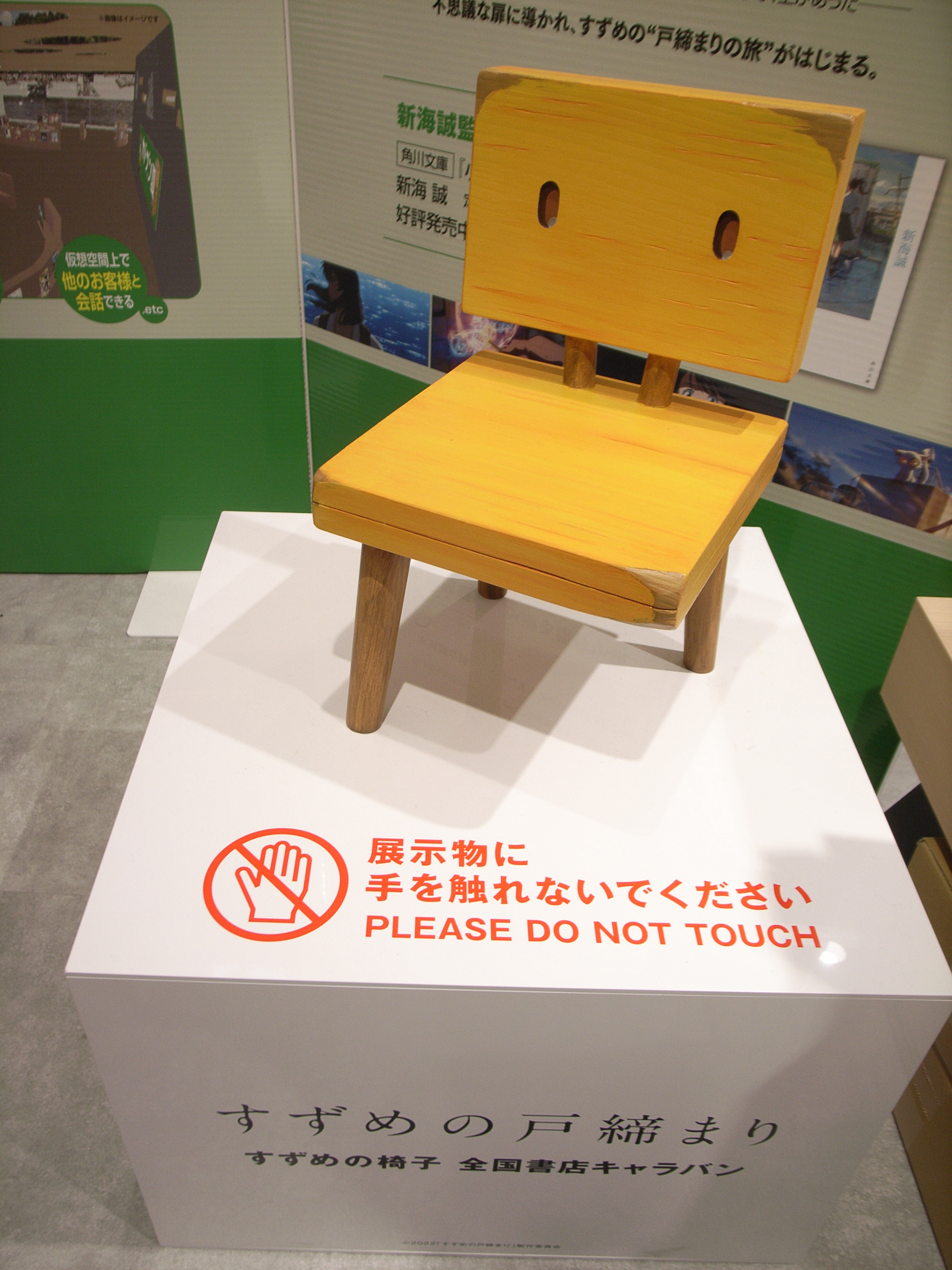
La chaise avec laquelle Suzume vit une histoire d'amour.

L'histoire devait initialement être celle de deux filles voyageant ensemble sur fond de romance homosexuelle, et non celle de deux personnages de sexes opposés. Makoto Shinkai se dit « fatigué des romances classiques entre un garçon et une fille et estime en avoir fait le tour avec Your Name. ». Toutefois, son producteur refuse, arguant que l'audience japonaise n'est pas prête pour ça. Contraint de modifier son histoire, Makoto décide de changer l'histoire en un voyage d'une fille et d'une chaise, afin de rester suffisamment éloigné d'une romance classique,,.

### Un film inspiré par les séismes de 2011
Le film se déroule dans un Japon hanté par le souvenir du séisme subi en 2011, catastrophe naturelle ayant fait près de 19 000 morts et provoqué l'accident nucléaire de Fukushima. La protagoniste, Suzume, est elle-même une survivante de ce drame : elle a perdu sa mère lors du séisme et vit depuis avec sa tante. Pour Makoto Shinkai, ce film représente une tentative de faire face à ce traumatisme collectif à travers la fiction.

Dans une interview accordée au magazine Pen, le réalisateur revient sur la manière dont cet événement a bouleversé sa perception du monde :
« En 2011, j’ai vécu le séisme de la côte Pacifique du Tōhoku, et cela a été un choc si fort que j’ai eu l’impression que moi-même et le monde avions été complètement réécrits. J’ai ressenti que la société japonaise elle-même avait changé, et que l’endroit sur lequel je me tiens pouvait disparaître facilement, à tout moment. »
Ce sentiment d’instabilité et de perte imprègne toute la narration de Suzume. Le film transpose ce traumatisme dans une dimension symbolique : un ver colossal, issu du Tokoyo, un monde invisible réservé aux morts, tente de s’introduire dans le monde des vivants à travers des portes anciennes disséminées à travers le Japon. Chaque fois qu’il s’échappe, un tremblement de terre menace de se produire. La mission de Suzume et de Souta est de refermer ces portes avant qu’un désastre ne survienne.
Dans cette même interview, Shinkai évoque aussi la difficulté de représenter un tel événement sans raviver la douleur de ceux qui l’ont vécu. Il insiste sur le fait que la fiction lui permet de transmettre ce qui ne peut pas toujours se dire avec des mots : le choc, la peur, les souvenirs épars ou les objets chargés de mémoire comme la chaise d’enfance que Suzume emporte avec elle. Suzume devient ainsi un récit de deuil et de résilience, une manière de préserver une mémoire sensible tout en permettant un chemin de reconstruction.
Certains survivants du séisme de 2011 ont exprimé leur gratitude envers Makoto Shinkai pour avoir abordé cet événement dans son film, tandis que d'autres lui reprochent de traiter un drame aussi marquant sous une forme destinée au divertissement. Dans une interview, le réalisateur évoque la difficulté de représenter une telle tragédie sans raviver la douleur des personnes directement touchées. Il souligne que la fiction lui permet de transmettre des émotions indicibles — le choc, la peur, les souvenirs fragmentés ou encore les objets porteurs de mémoire, comme la chaise d’enfance que Suzume emporte avec elle. L'histoire devient ainsi un récit de deuil et de résilience, une manière de préserver une mémoire sensible tout en ouvrant un chemin vers la reconstruction.

### Thème de la mère décédée
La mort des parents est un ressort tragique courant dans l'animation japonaise. Ce thème se retrouve dans Suzume où la mort de la mère de Suzume, introduite dès le début du film, occupe une place importante de l'histoire bien que peu de scènes soient montrées. Suzume entretient un lien fort avec sa mère et souhaite suivre ses pas en devenant une infirmière comme elle. Elle hérite de sa mère une volonté de se sacrifier pour les autres, celle-ci ayant perdu la vie en partant aider les victimes du séisme. Ce désir est ce qui la motive à suivre Sōta à travers le Japon pour fermer les portes.